# 堂号

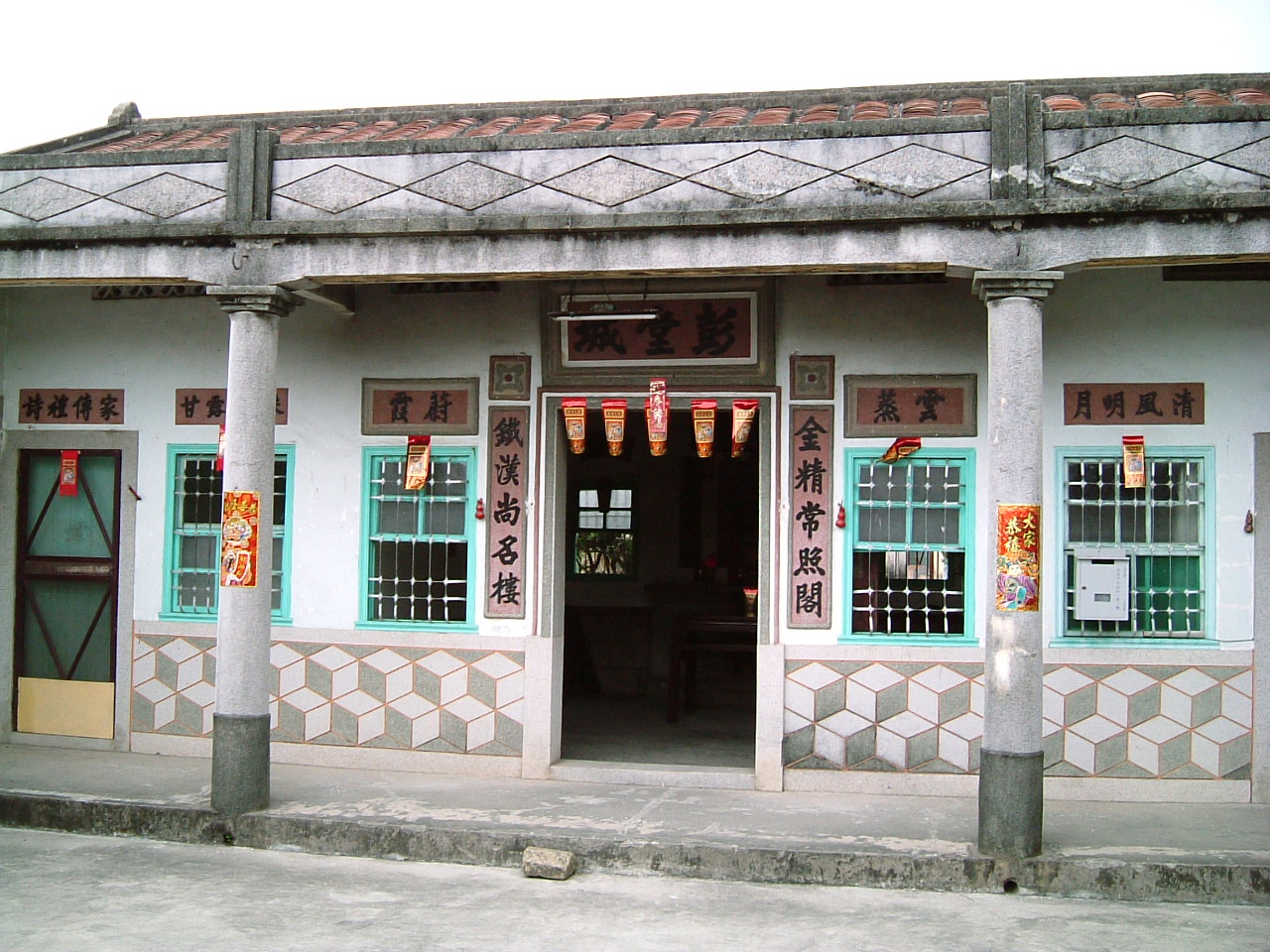
位於台灣屏東縣內埔鄉的一處祠堂，其中「彭城堂」指的是劉家、錢家及金家，此圖是劉家。

堂号即祠堂的名称或称号，主要用于区别姓氏、宗族或家族。來源主要有：地名（一般表示宗族的发源地）、典故（与本族祖先相关的故事或传说）、训词和祖先名等。堂号除在祠堂使用外，还会在宅院、族谱、礼簿、灯笼、牌位、墓碑等处使用。

## 堂號一覽
「堂號」也叫「郡號」。郡是行政區域的建置，也是一個姓氏發祥的本源；後世深以源遠流長，懼有所失，因此立「堂號」而為信。「堂號」究竟有多少，已難確知；中華文化復興運動推行委員會聲稱查考得到的共有八十二堂、二百六十七姓，各堂的代表姓氏及其居住地點如下：
1. 濟陽堂：丁、卞、江、柯、卻、陶、庾、蔡。後漢設濟陰國，晉改濟陽郡，在山東定陶縣地。
2. 西河堂：卜、苟、林、卓、宰、靳。漢時的郡名，今内蒙古（綏遠）鄂爾多斯地方，以及陝北、山西離石一帶。
3. 河南堂：于、山、方、毛、元、平、向、利、苟、邱、俞、陸、褚、廉、種。今河南陽縣。
4. 東魯堂：孔。孔子生於魯，地因人而名，故叫東魯。
5. 雁門堂：文、田、童、農。戰國時為趙地，漢為郡，地當山西舊代州，寧武以北及朔平、大同一帶。
6. 隴西堂：牛、辛、李、時、彭、董。秦郡名，地當甘肅舊蘭州、鞏昌、秦州諸府。
7. 天水堂：尹、皮、艾、狄、桂、姜、秦、莊、趙、嚴、上官。漢時郡名，在甘肅渭縣境，即今伏羌地。
8. 平陽堂：仇、汪、巫、來、常、鳳、管、衛、歐、饒。三國魏郡名，在山西臨汾縣境。
9. 吳興堂：水、尤、沈、明、姚、施。三國吳郡名，今浙江省吳興地。
10. 太原堂：王、羊、祁、易、武、祝、宮、溫、霍、閻、尉遲。太原、汾州二府及保德、平定、忻州各地。
11. 高平堂：巴、范。漢時國名，今安徽省盱貽縣境。
12. 南陽堂：白、束、呼、姬、隆、葉、翟、韓、樂、鄧。秦時郡名，泛指河南省南陽及湖北襄陽一帶。
13. 京兆堂：申、史、宋、別、冷、杜、車、宗、段、計、韋、晁、郜、浦、象、康、舒、雍、壽、酆、黎、皇甫。 漢三輔之一，地轄長安以東至華縣一帶。
14. 渤海堂：甘、封、高、歐陽。漢郡名，地領河北省河間、滄縣、安次各地，南至山東吳棣境。
15. 汝南堂：左、言、汝、周、南、殷、商、梅、廖、袁、藍。漢郡名，地轄河南舊汝寧、陳州二府及安徽潁州府。
16. 武陵堂：冉、華、龍、龔、顧。漢時郡名，今湖南省常德縣地。
17. 上黨堂：包、尚、連、鮑、樊。秦時郡名，在山西東南部，今長子縣境。
18. 陳留堂：伊、阮、虞、謝。漢時郡名，晉為國，今河南陳留縣，後移至開封。
19. 上谷堂：成、侯、冠、榮。秦郡名，地轄保定、易州、宣化、順天諸府，均在河北省。
20. 沛國堂：朱。漢時設郡，後漢改國，在安徽宿縣境。
21. 晉陽堂：匡、唐、景。秦漢時縣名，今山西太原地。
22. 新安堂：古。三國吳郡名，在浙江省淳安縣。
23. 武威堂：石、安、賈、廖。漢武帝時郡名，即甘肅省武威縣地。
24. 樂安堂：任，孙。南朝宋郡名，隋癈，在山東廣饒縣。
25. 馮翊堂：吉、雷。漢時郡名，為左馮翊轄地，即陕西大荔縣地。
26. 中山堂：仲、湯、藺。春秋時國名，屬北狄鮮虞國地，今河北省正定縣境。
27. 西平堂：池。東漢郡，今甘肅西寧縣。
28. 安定堂：伍、胡、席、梁、程。漢時郡名，在甘肅舊平涼、固原、涇州境。
29. 東海堂：有、茅、徐。漢時置郡，地當山東兗州東南，江蘇邳縣以東。
30. 河東堂：呂、薛、裴、儲、聶。秦時郡名，即山西西夏縣地。
31. 下邳堂：余、闕、葉。後漢時國名，即江蘇邳縣地。
32. 延陵堂：吳。春秋時吳邑，季札受封延陵，今江蘇武進縣地。
33. 廬江堂：何。漢時郡名，在安徽廬江縣境。
34. 北海堂：邢、郎。漢郡名，東漢改國，地領山東益都以東至掖縣一帶。
35. 平陵堂：孟。春秋時齊邑，今山東歷城縣境。
36. 彭城堂：金、劉、錢。漢郡名，今江蘇銅山縣地。
37. 清河堂：房、傅、張。漢時郡名，地當河北清河、故城、棗強、南宮諸縣及山東清平、恩縣、冠縣、高唐、臨清、武城一帶。
38. 東平堂：花。漢國名，即山東省東平縣。
39. 博陵堂：邵。晉國名，後改郡，今河北省安平縣境。
40. 山陽堂：岳。漢郡名，故城在河南修武縣，曹丕篡漢，廢獻帝為山陽公。
41. 滎陽堂：昌、潘、鄭。戰國時韓地，今河南省滎陽、成皋一帶。
42. 臨海堂：屈。三國吳，分會稽東部置臨海，在浙江省，舊稱台州。
43. 范陽堂：鄒、簡、燕。范陽是古郡名，即今河北省涿縣地。
44. 齊郡堂：查、晏、覃、富、譚。漢時郡名，後改為國，今山東臨淄地。
45. 高陽堂：許、紀、耿。漢時縣名，今河北省高陽縣地。
46. 敦煌堂：洪。漢時郡名，今甘肅西部敦煌縣。
47. 魏郡堂：柏。春秋時國名，在山西芮城縣境。
48. 扶風堂：馬、班、祿、萬、魯。隋時置郡名，今陕西省扶風、鳳翔一帶。
49. 千乘堂：倪。漢時郡名，在山東地城、益都一帶。
50. 會稽堂：夏。秦郡名，地當江蘇東部、浙江西部，即今紹興。
51. 河內堂：苟、荀、司馬。漢郡名，地當河南省黃河與太行山之間，今武陵、沁陽一帶。
52. 廣陵堂：貢、盛。漢國名，後改郡，今江蘇都縣地。
53. 薛郡堂：海。秦時郡名，地轄山東西南部、江蘇東北部。
54. 河間堂：凌、章、詹。漢國名，後魏改郡，在河北獻縣及河間一帶。
55. 南昌堂：涂。漢縣名，在江西南昌地，洪州涂氏為豫章望族。
56. 豫章堂：羅。漢郡名，在江西南昌縣地。
57. 潁川堂：陳、鄔、賴、鍾。秦郡名，地轄河南舊許州、陳州、汝寶、汝州諸府，蓋指潁水流域。
58. 護國堂：逢、邊、戴、稽。春秋時陳焦邑，今安徽省亳縣地。
59. 余杭堂：隗。隋郡名，唐復為杭州，今浙江杭縣。
60. 汾陽堂：郭。漢地名，唐併入陽曲，在山西省，唐將郭子儀受封於此，因而名傳。
61. 瑯琊堂：符、雲、諸葛。秦郡名，地轄舊山東兗、音、沂、萊四府，後漢為國，在臨沂縣境。
62. 廣平堂：游、賀、談。漢郡名，後改為國，今河北雞澤縣地。
63. 江夏堂：費、黃。漢郡名，在湖北雲夢境。
64. 遼西堂：項。秦郡名，地轄永平、承德、朝陽、錦州、新民一帶，在遼寧與河北間。
65. 平原堂：東方。漢郡名，在山東舊武定、濟南二府之西，及樂陵、長清一帶，即平原縣地。
66. 頓丘堂：葛、司空。春秋衛邑，在河南省濬縣。
67. 弘農堂：楊。漢時郡名，在河南省靈寶縣境。
68. 百濟堂：福。春秋時國名，在今朝鮮半島。
69. 內黃堂：駱。漢時縣名，今河南省內黃縣地。
70. 江陵堂：熊。春秋時楚郢都，漢置縣，宋改都，今湖北江陵地。
71. 鉅鹿堂：魏。秦郡名，晉為國，今河北鉅鹿、寧晉一帶。
72. 蘭陵堂：蕭。晉時郡名，在山東嶧縣，南朝宋移昌盧，在滕縣境。
73. 解梁堂：關。春秋時晉邑，地領山西解縣、臨晉、虞鄉諸地，後漢關羽，即解人也。
74. 燕山堂：竇。遼時燕京，宋改燕山府，地領河北省北部及東北部。
75. 武功堂：蘇。漢郡名，在陕西郿縣境，今設武功縣。
76. 始平堂：翁、馮、龐。晉郡名，三國魏改始平，在咸陽附近。
77. 梁國堂：墨、橋。漢時梁國，後魏改郡，唐改宋州，在河南商丘縣境。
78. 濟南堂：伏、寧。漢初置郡名，即今山東歷城縣境。
79. 平昌堂：紅、孟、管、離。三國魏置郡名，治安丘，在今山東安丘縣地。
80. 濮陽堂：爰。漢縣名，後魏改郡，即古帝丘，在河北濮陽縣及山東濮縣一帶。
81. 著存堂：呂。福建省詔安縣秀篆鎮。
82. 殷礼堂：宋。陕西西安市，陕西西河郡。

以上為中華文化復興運動推行委員會聲稱查考所得，另有其他姓氏堂號如下(姓氏為上述未見者)：

中山堂：甄。

平陽堂：曲。

南陽堂：滕。

濮陽堂：孫、汲氏。

譙國堂：曹

愛蓮堂：周

濂溪堂：周

四書堂：毛

## 外部連結
- 各姓堂號及對聯 （页面存档备份，存于）
- 百家姓堂號 （页面存档备份，存于）